# 바가바타 푸라나

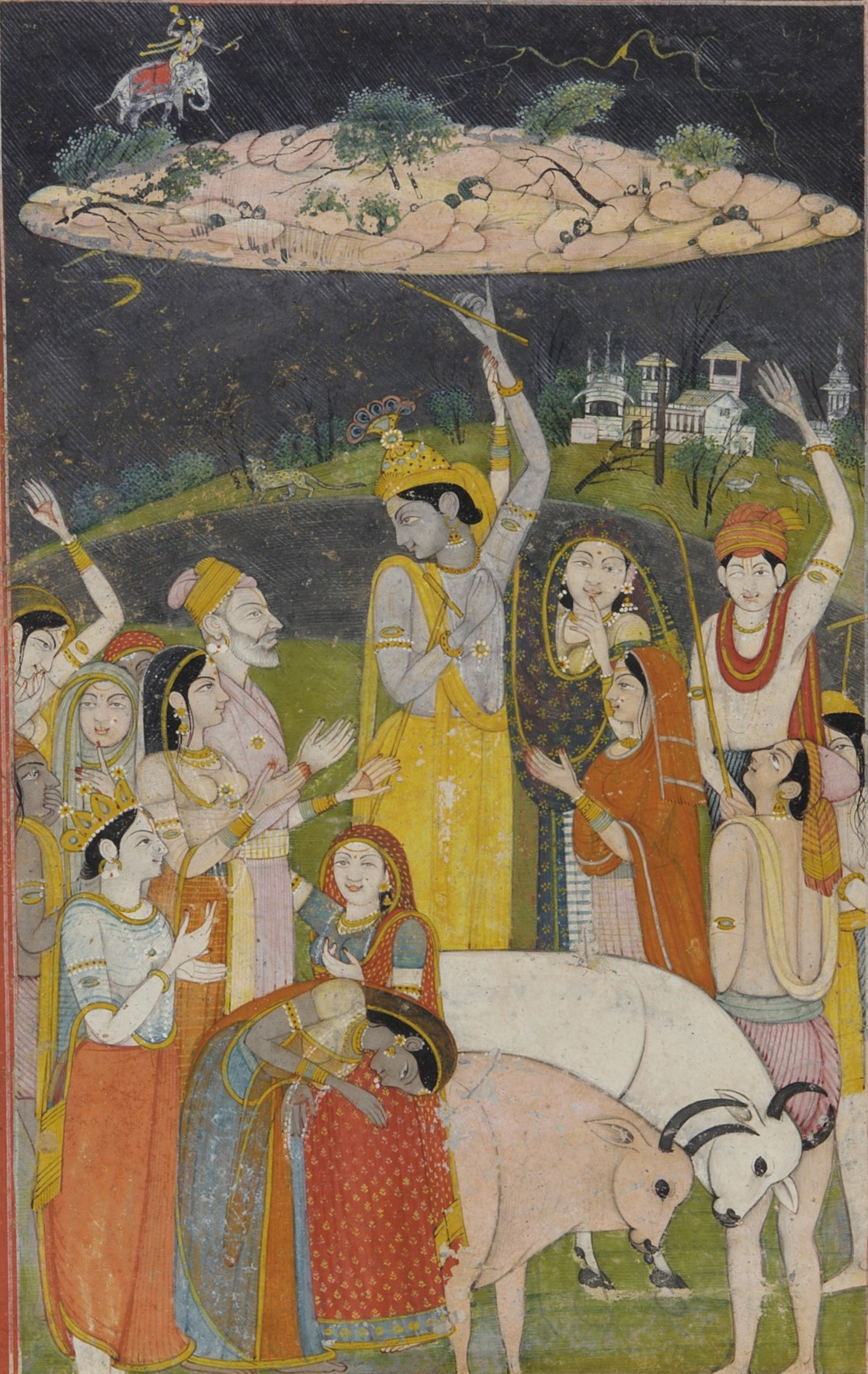
인드라가 내리는 천둥과 번개를 동반한 폭풍우로부터 자신의 친구들을 보호하기 위해 크리슈나가 고바르단 산을 들어올리고 있다 (Bh. P. X.17)

《바가바타 푸라나(산스크리트어: भागवतपुराण, Bhāgavata Purāṇa)》는 비슈누 신의 아바타들에 대한 박티(헌신)를 주된 내용으로 하고 있는 힌두교 경전으로 마하푸라나들 중의 하나이다. 특히, 비슈누의 아바타들 중 하나인 크리슈나에 대한 박티(헌신)를 주된 내용으로 하고 있다.《스리마드 바가바탐(Śrīmad Bhāgavatam)》이라고도 하며, 간단히 《바가바타(Bhāgavata)》라고도 한다. 산스크리트어 원전은 총 12권, 18,000 구절로 이루어져 있다. 이 책에는 비슈누의 아바타들에 대한 이야기와 크리슈나의 생애에 대한 이야기를 비롯한, 힌두교 전통에서 널리 알려진 많은 이야기들을 포함하고 있다. 이 책은 푸라나들 중에서 최초로 유럽의 언어로 번역된 것으로 1840년부터 1857년 사이에 프랑스어로 총 세 차례 번역되었다.
《바가바타》 자체에 수록되어 있는 내용에 따르면, 이 책의 저자는 힌두교의 주요 성인들 중 하나로 베다와 《마하바라타》를 편찬한 브야사(Vyasa)이다. 그러나, 다른 모든 푸라나와 마찬가지로 이 책은 구전 전통의 산물이라고 보는 것이 타당하며, 이 책의 현존판의 성립 연대는 기원후 9세기 또는 10세기로 보는 것이 일반적인 견해이다.
《바가바타》에서 박티(헌신)의 대상은 인간의 육신을 입고 화신한 신으로서의 크리슈나이다. 이 책의 제10권은 크리슈나에게 바쳐진 것으로 책 전체의 약 4분의 1을 차지하고 있다. 또한 제10권은 크리슈나의 생애에 대한 가장 자세한 이야기들을 담고 있는데, 인간으로서의 삶의 모든 단계에서의 크리슈나를 보여주고 있다. 또한 제10권은 박티 수행법, 박티에 대한 분석, 박티의 유형과 단계에 대한 설명을 담고 있다.
《바가바타》는 브야사의 아들인 슈카(Śuka)가 죽어가고 있는 파리크쉬트(Parikshit) 왕에게 브야사가 지은 책의 내용을 최초로 이야기하는 형식으로 되어 있다. 파리크쉬트 왕이 죽기 전에 크리슈나에 대한 이야기를 듣기를 간절히 원했기 때문에, 슈카가 브야사의 책에 담긴 내용을 7일에 걸쳐 왕에게 이야기 한 것으로 되어 있다.

## 의의

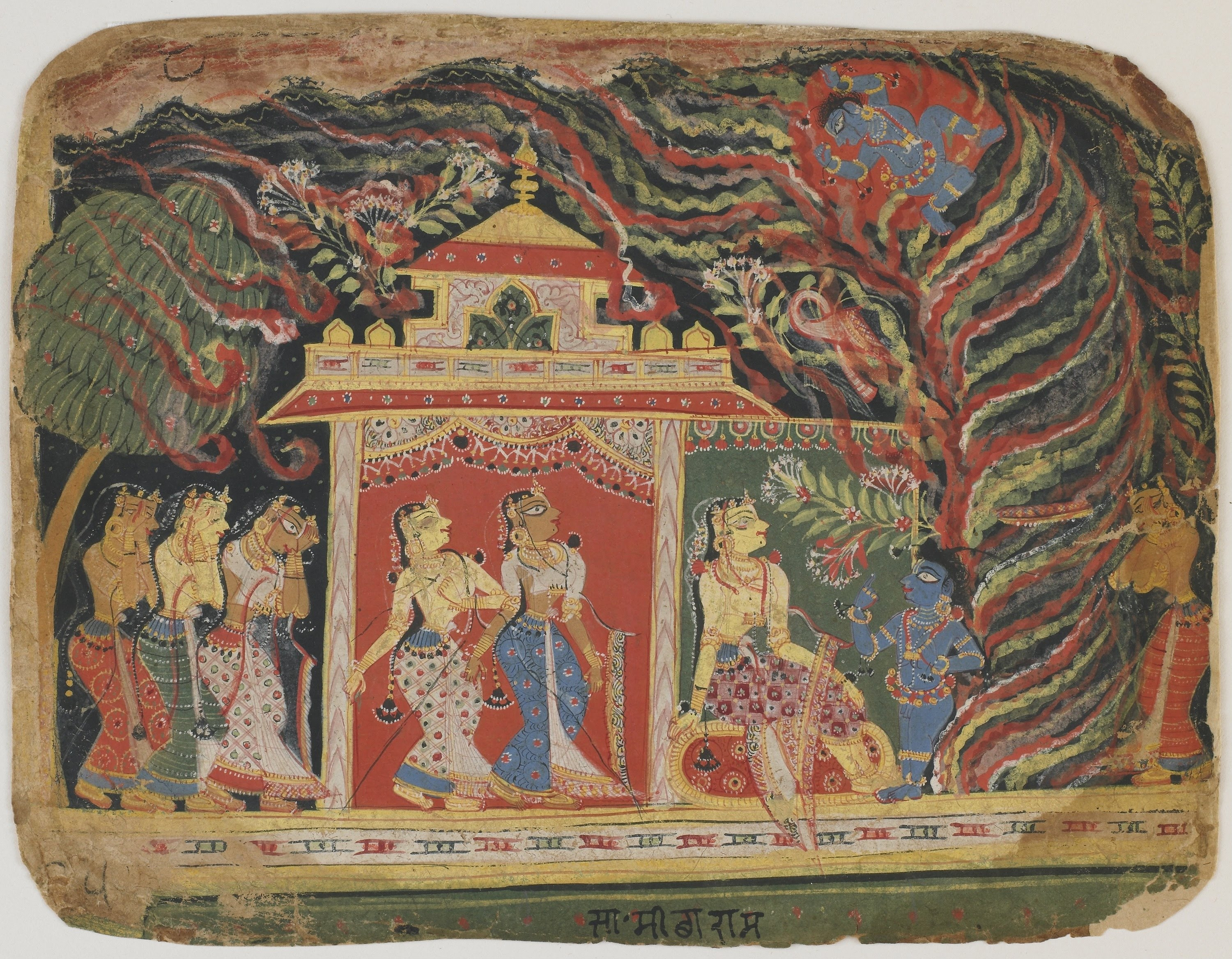
회오리바람 악마인 트리나바르타(Trinavarta)를 무찌르는 크리슈나: 모든 이들이 트리나바르타가 일으킨 모래 폭풍 때문에 앞을 보지 못하는 상태가 되었을 때 신의 화신인 어린 크리슈나가 나타나서 트리나바르타를 퇴치하고 있다

《바가바타》는 푸나라들 중에서 가장 널리 알려졌으며 또한 가장 큰 영향을 끼친 푸라나로 인식되고 있을 뿐 아니라, 때때로 "다섯 번째 베다(Fifth Veda)"라고도 불린다. 《바가바타》는 박티의 실천을 강조하고, 다르마를 재정립하며, 인간의 형상으로 출현한 신에 대한 묘사가 풍부하다는 점에서 인도의 종교적 문헌에서 독특한 위치를 차지한다. 특히, 《바가바드 기타》와 《바가바타》를 비교해 보면, 《바가바드 기타》에서는 박티가 보다 더 이론적으로 다루어져 있는데, 반면에, 《바가바타》에서는 박티가 보다 더 실천적으로 다루어져 있다는 것은 특기할만 하다. 크리슈나의 어린 시절 이야기들은 인도 아대륙에서 수 세기 동안 이야기되어 왔으며 대중적으로 널리 알려져 있는데, 이들 이야기들 중의 많은 것들이 《바가바타》를 기원으로 한다.
샬롯 보드빌(Charlotte Vaudeville)은 《바가바타》를 "크리슈나 신앙의 바이블"이라고 하였다. 반면 《바가바타》는 자신을 베단타의 핵심 또는 정수라고 선언하고 있다:
《스리 바가바타》는 모든 베단타 문헌의 정수이다. 이 책에 담긴 라사(Rasa)의 넥타를 맛본 사람은 결코 다른 것을 원하지 않게 될 것이다. (12.13.15)
《바가바드 기타》와 더불어 《바가바타》는 가우디야 비슈누파(Gaudiya Vaishnava)가 크리슈나 신이 다른 형상의 신들보다 우위에 있다는 것을 증명할 때 사용하는 주된 원천 문헌이다. 이와 관련하여, 《바가바타》에 나오는 다음 문장은 크리슈나 신앙의 분파들이 크리슈나가 "바가반 스바얌(Bhagavan Svayam)", 즉 신 그 자체라는 것을 보여주기 위해 자주 인용하는 대표적인 문장이다:
"이들 [다른 화신들]은 암샤(amsha) 또는 칼라(kala), 즉 부분적인 화신이다. 그러나 크리슈나는 바가반(Bhagavan), 즉 신 그 자체이다."(1.3.28).
15~16세기 동안 《바가바타》의 산스크리트어 원본으로부터 번안(飜案)된, 《샹카르데바의 바가바트(Bhagavat of Sankardeva)》라고 불리는 스리만타 샹카르데바(Srimanta Sankardeva)의 아삼어 번역본과 기타 다른 이들에 의한 아삼어 번역본은 에카사라나교(Ekasarana Dharma)의 핵심적인 경전을 이루고 있다. 특히, 샹카르데바에 의한 《바가바타》 제10권의 번안본은 아삼어 사용 지역에서 "닥사마(daxama)"라고 따로 불리면서 널리 대중적으로 알려져 있다.

## 성립 연대
푸라나는 힌두교 경전 중 인도 중왕국 시대에 성립된 경전들의 대표적인 경전인데, 이들 경전들은 이전의 문헌 및 자료의 영향을 받아 성립되었으며 또한 후대에 계속적으로 내용이 추가된 힌두교 경전들이다.
따라서 이러한 유형의 경전들에 대해 그 성립 연대가 특정 어느 때라고 말하는 것은 문제의 소지가 많다.
《바가바타 푸라나》는 이런 유형의 경전의 전형적인 예로, 구전 전통에 의해 변형되고 변모되어 오면서 인도 중왕국 시대 동안 "완결된 기본 형태"가 성립된 문헌이다.
《바가바타 푸라나》의 성립 연대에 대한 학자들의 일치된 의견은 이 문헌이 최소한 기원후 1000년경 이전에 성립되었다는 것이다. 이는 알비루니(973~1048)가 이 문헌을 언급하고 있는 것과 아비나바굽타(Abhinavagupta: 950?~1020?)가 이 문헌을 인용하고 있는 것에서 증명된다. 《바가바타 푸라나》의 성립 연대로 제안된 것들 중 가장 이른 시기는 기원후 500년인데, 이 시기는 《비슈누 푸라나》와 《하리방샤(Harivamsa)》의 성립 연대와 인도 남부에서의 비슈누파의 박티 운동(Bhakti movement)의 시작 연대에 근거하여 추정된 연대이다.

## 같이 보기
- 바가반
- 비슈누
- 바크티
- 크리슈나
- 푸라나
- 베단타 학파

## 참고 문헌
- Brown, C. Mackenzie (1983년 12월). “The Origin and Transmission of the Two "Bhāgavata Purāṇas": A Canonical and Theological Dilemma”. 《Journal of the American Academy of Religion》 (Oxford University Press) 51 (4): 551–567.
- Bryant, Edwin Francis (2007). 《Krishna: A Sourcebook》. Oxford University Press US. ISBN 9780195148916.
- Doniger, Wendy (1999). 《Merriam-Webster's encyclopedia of world religions》. Merriam-Webster. ISBN 0877790442.
- Haberman, David L.; Rūpagōsvāmī (2003).  Indira Gandhi National Centre for the Arts, 편집. 《The Bhaktirasāmṛtasindhu of Rūpa Gosvāmīn》. Motilal Banarsidass Publ. ISBN 9788120818613.
- Kumar Das, Sisir (2006). 《A history of Indian literature, 500–1399》. Sahitya Akademi. ISBN 9788126021710.
- Matchett, Freda (1993). 〈The Pervasiveness of Bhakti in the Bhāgavata Purāṇa〉.   Werner, Karel. 《Love Divine: Studies in Bhakti and Devotional Mysticism》. Routledge. 95–116쪽. ISBN 9780700702350.
- Matchett, Freda (2001). 《Kṛṣṇa, Lord or Avatāra?》. Routledge. ISBN 9780700712816.
- Matchett, Freda (2003). 〈The Purāṇas〉.   Flood, Gavin D. 《The Blackwell companion to Hinduism》. Wiley-Blackwell. 129–144쪽. ISBN 9780631215356.
- Rocher, Ludo (1986). 《The Puranas》. Wiesbaden : Harrassowitz. 138–151쪽. ISBN 3447025220.
- Sheridan, Daniel (1986). 《The Advaitic Theism of the Bhāgavata Purāṇa》. Columbia, Mo: South Asia Books. ISBN 81-208-0179-2.